# Alexandre Dondoukov-Korsakov
Alexandre Dondoukov-Korsakov (en russe : Дондуков-Корсаков, Александр Михайлович) est un militaire et homme d'État de l'Empire russe, né le 12 septembre 1820 à Saint-Pétersbourg, mort le 15 avril 1893 à Polonoje, oblast de Porkhov, gouvernement de Pskov et du Caucase.

## Biographie
Son père, Mikhaïl Dondoukov-Korsakov (ru) (1794-1869), d'une famille de noblesse kalmouke au service de la Russie depuis Pierre le Grand, était vice-président de l'Académie des sciences de Saint-Pétersbourg.
Il entre dans l'armée impériale en 1841. Il prend part à la guerre du Caucase, puis voyage en Algérie en 1853 pour étudier l'organisation militaire française. En 1854-1855, pendant la guerre de Crimée, il participe au siège de Kars.
Pendant la guerre russo-turque de 1877-1878, il commande le 13e Corps d'armée avant de devenir administrateur des territoires bulgares libérés au moment du traité de San Stefano. En un an d'administration, il réorganise le système d'enseignement avec des lycées, des écoles normales et un séminaire, et il fonde une bibliothèque nationale, une imprimerie nationale et une banque centrale avec un capital de deux millions de francs. Il se rend populaire en Bulgarie au point que l'assemblée bulgare, réunie à Veliko Tarnovo en 1879, songe à l'élire roi de la principauté de Bulgarie. Mais les tractations entre puissances européennes aboutissent à l'élection d'Alexandre de Battenberg.
Dondoukov-Korsakov est nommé membre du Conseil d'État de l'Empire russe en 1879. Il devient gouverneur de Kharkov en 1880, puis d'Odessa en 1881. De 1882 à 1890, il gouverne la vice-royauté du Caucase.
Une avenue de Sofia porte le nom de "bulevard Kniaz Aleksandar Dondukov" (boulevard du Prince Alexandre Dondoukov).